# 양녕군
양녕군 이경(陽寧君 李儆, 1616년 ~ 1644년)은 조선 후기의 왕족이다. 선조의 서자(庶子)였던 경창군의 차남이며, 훗날 임해군의 양자가 되었다.